# Helophorus nubilus
Helophorus nubilus es una especie de escarabajo del género Helophorus, familia Hydrophilidae. Fue descrita científicamente por Fabricius en 1777.
Habita en Austria, Bosnia y Herzegovina, Gran Bretaña, Bulgaria, Rusia, Estonia, Turquía, Finlandia, Francia, Alemania, Grecia, Hungría, Irlanda, Italia, Letonia, Lituania, Macedonia, Noruega, Polonia, Portugal, Rumania, Eslovenia, España, Suecia, Suiza, Países Bajos y Yugoslavia.